# Japanischer Schnellläufer
Der Japanische Schnellläufer (Takydromus tachydromoides) ist eine Art aus der Gattung der Langschwanzeidechsen. Die Art ist in Japan endemisch und wird dort als カナヘビ (kana-hebi) bezeichnet, wobei Hebi das japanische Wort für „Schlange“ ist.

## Verbreitungsgebiet und Bedrohung
Diese Art kann ausschließlich in Japan auf den vier Hauptinseln Hokkaidō, Honshū, Shikoku und Kyūshū gefunden werden, sowie auf zahlreichen kleineren japanischen Inseln einschließlich Sadoshima, Iki, Yakushima, Tanegashima, den Oki-Inseln und Gotō-Inseln. Die Art wird von der IUCN als nicht gefährdet („least concern“) eingestuft.

## Merkmale
Es hat eine mattbraune Farbe, mit einem dunkelbraunen Band, das von den Augen bis zum Schwanz verläuft, mit einer hautfarbenen Linie darunter. Die Gesamtlänge beträgt ca. 20 cm. Der Körper ist schlank, besonders der Schwanz ist lang und nimmt zwei Drittel der Gesamtlänge ein. Ähnlich aussehende Arten sind die Kühnes Langschwanzeidechse (T. kuehnei) und der Amurschnellläufer (T. amurensis), die jedoch auf dem Festland verbreitet sind. Der Amurschnellläufer lebt in Japan nur auf der nahe Südkoreas gelegenen Insel Tsushima.

## Lebensweise
Die Art bewohnt Grasland und Sträucher im Flachland und Berggebieten sowie naturnahe Dörfer. Der Japanische Schnellläufer jagt hauptsächlich Insekten, Spinnen und Würmer. Die Paarungszeit dauert von März bis Anfang August, und die Weibchen legen einige Male pro Jahr zwei bis sechs Eier pro Gelege. Die Art überwintert unter der Erde unter sonnigen Hängen.

## Taxonomie
Die Art wurde von Philipp Franz von Siebold entdeckt und von dem deutschen Herpetologen Hermann Schlegel als Lacerta tachydromoides erstbeschrieben.

## Galerie

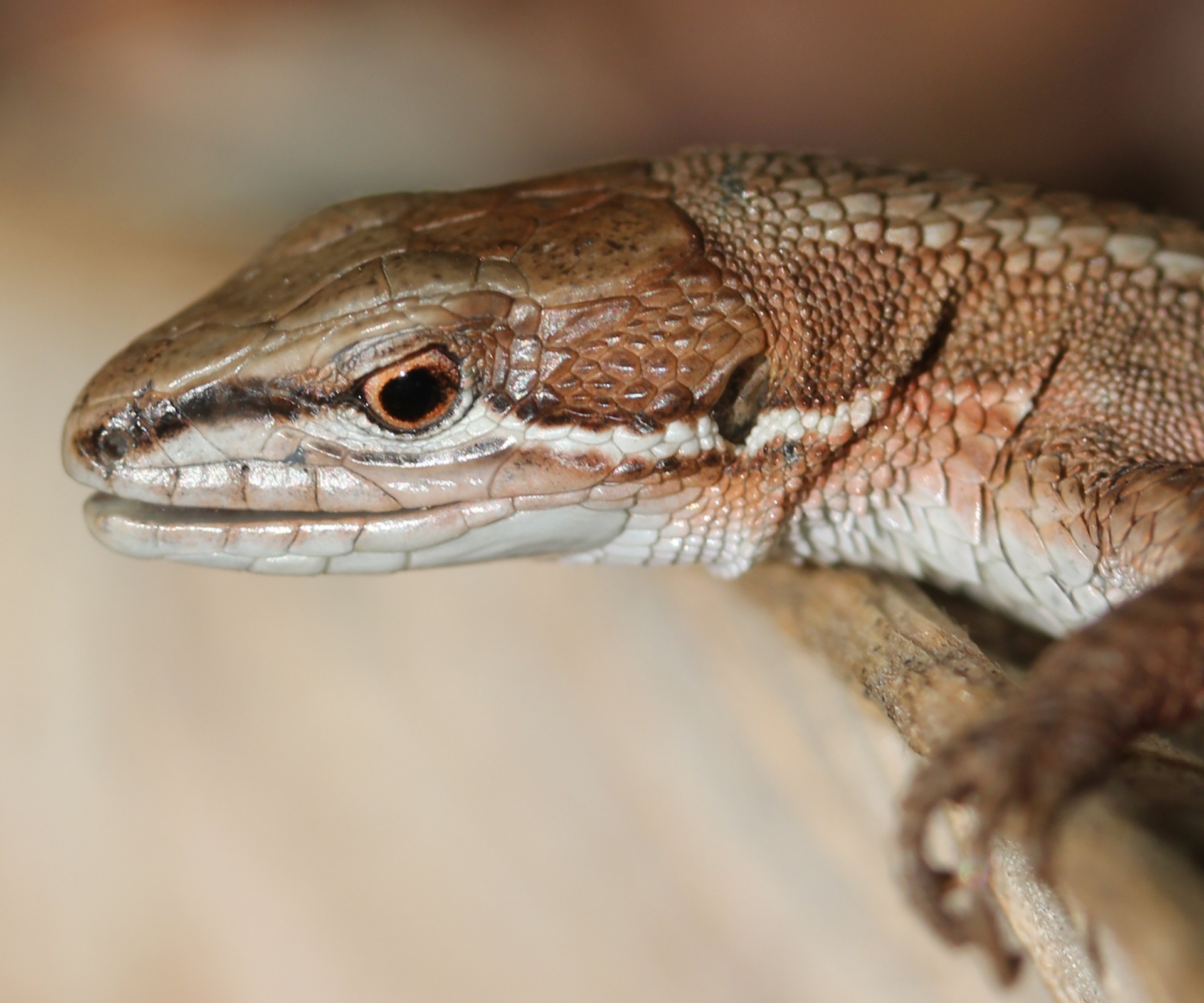
Kopf
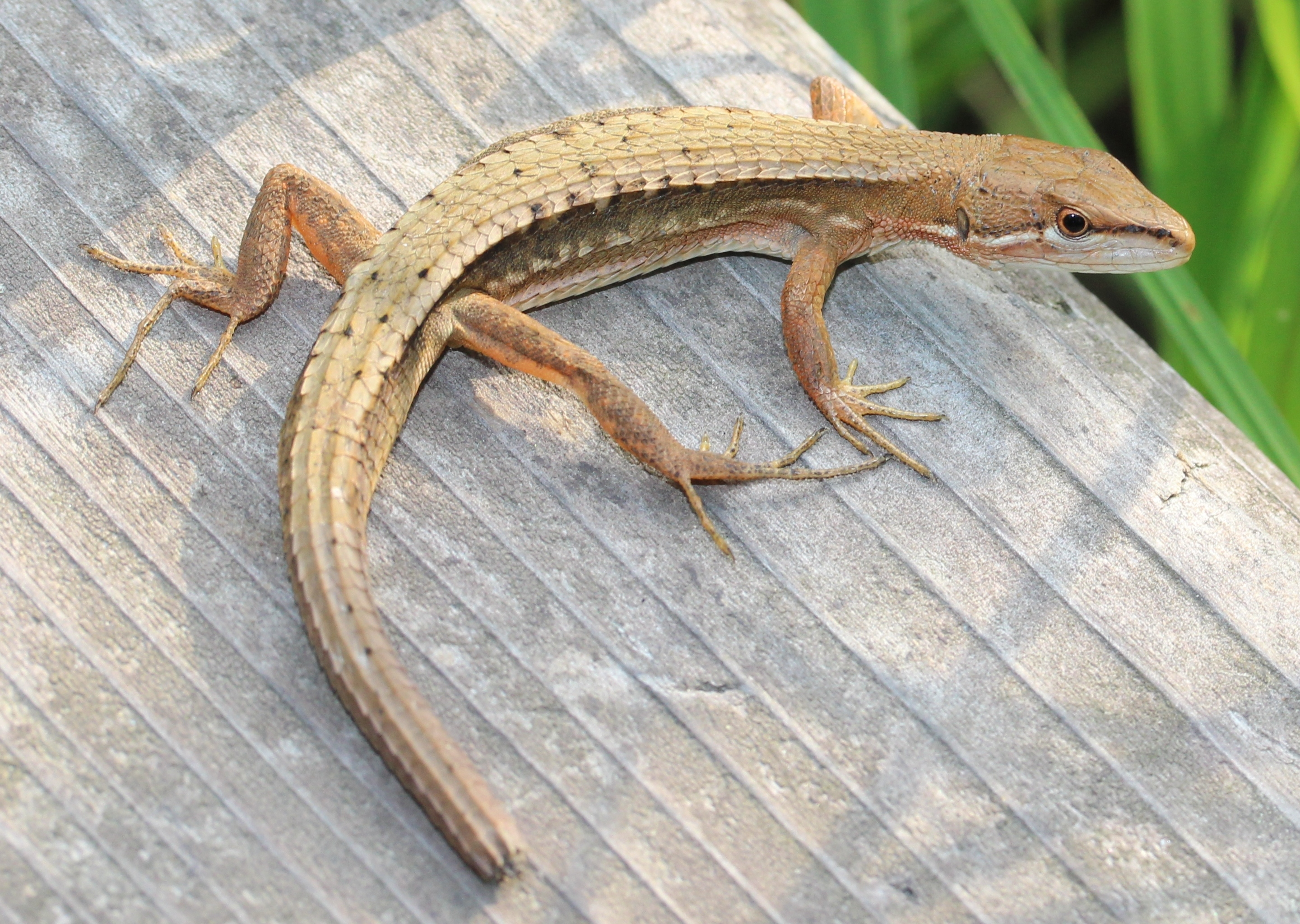
Mit abgerissenem Schwanz
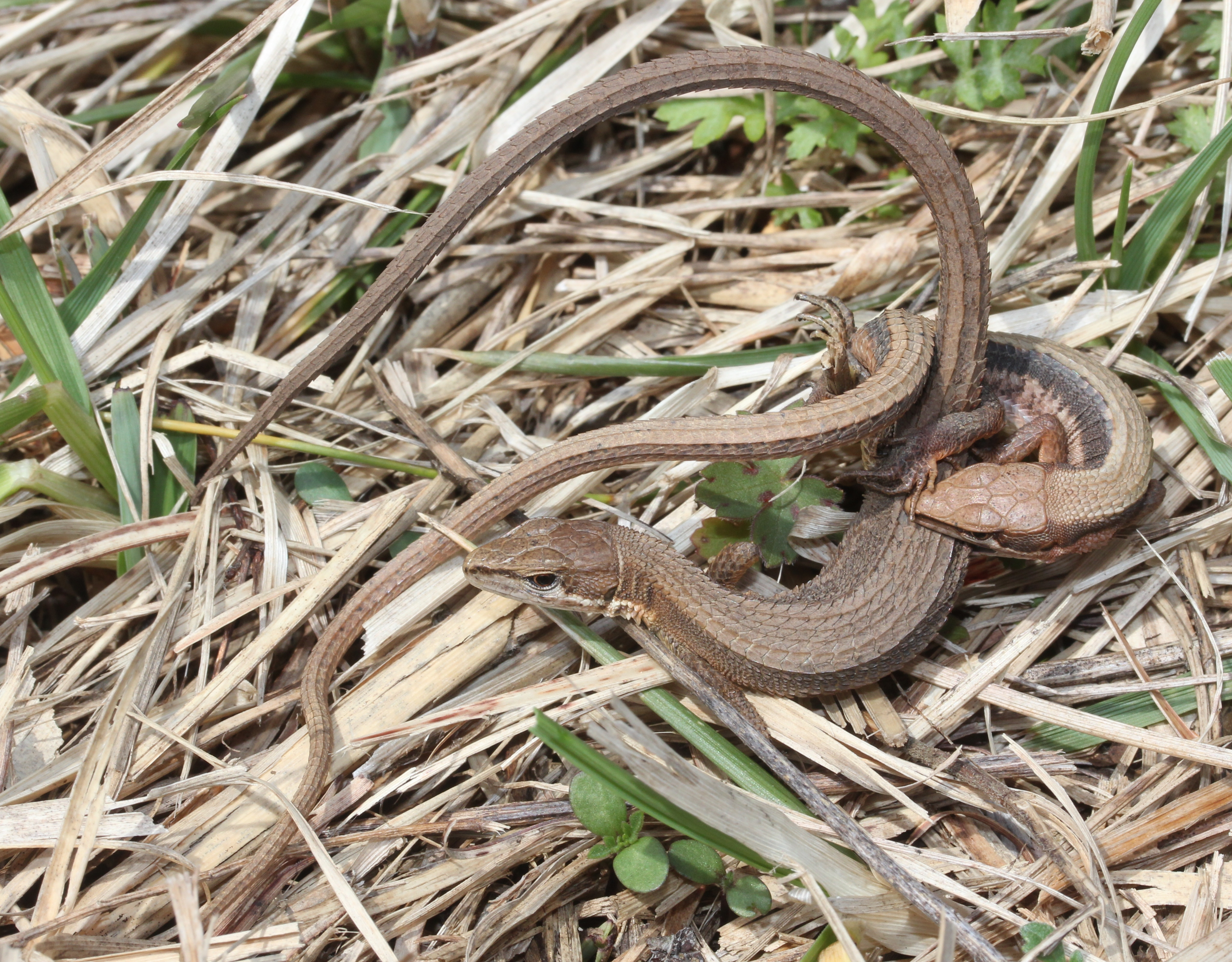
Paarung